# Haim Bogopolski
Haim Bentsionovici Bogopolski (în rusă Хаим Бенционович Богопольский) (n.1891 - d. 1937) a fost un politician sovietic, care a îndeplinit funcția de Secretar executiv al Comitetului Regional Moldova al Partidului Comunist din Ucraina (1928-1930).

## Biografie
În anul 1918 a devenit membru al Partidului Comunist din Rusia (bolșevic).
În perioada 27 decembrie 1928 - 30 martie 1930 a îndeplinit funcția de Secretar executiv al Comitetului Regional Moldova al Partidului Comunist din Ucraina, înlocuindu-l în acest post pe Iosif Badeev. A fost arestat la data de 7 septembrie 1937 și executat prin împușcare în același an.
Sora soției sale a fost căsătorită cu compozitorul Solomon Lobel.